# Démographie de Saône-et-Loire
La démographie de Saône-et-Loire est caractérisée par une faible densité, une population qui s'est stabilisée après une décroissance des années 80 aux années 2000. Et une accélération de l'augmentation de la population à partir du milieu des années 2000.
Avec ses 549 136 habitants en 2022, le département français de Saône-et-Loire se situe en 48e position sur le plan national.
En six ans, de 2015 à 2021, sa population a diminué de près de 6 150 unités, c'est-à-dire de plus ou moins 1 030 personnes par an. Mais cette variation est différenciée selon les 564 communes que comporte le département.
La densité de population de Saône-et-Loire, 64 habitants par kilomètre carré en 2022, est deux fois inférieure à celle de la France entière qui est de 107,1 hab./km2 pour la même année.

## Évolution démographique du département de Saône-et-Loire
Le département a été créé par décret du 4 mars 1790. Il comporte alors sept districts (Mâcon, Chalon-sur-Saône, Louhans, Autun, Bourbon-Lancy, Charolles, Semur-en-Brionnais). Le premier recensement sera réalisé en 1801 et ce dénombrement, reconduit tous les cinq ans à partir de 1821, permettra de connaître plus précisément l'évolution des territoires.
Avec 524 180 habitants en 1831, le département représente 1,61 % de la population française, qui est alors de 32 569 000 habitants. De 1831 à 1866, il va gagner 75 826 habitants, soit une augmentation de 0,41 % moyen par an, égal au taux d'accroissement national de 0,48 % sur cette même période.
L'évolution démographique entre la guerre franco-prussienne de 1870 et la Première Guerre mondiale est beaucoup plus faible qu'au niveau national. Sur cette période, la population ne s'accroît que de 6 102 habitants, soit un accroissement de 1,2 % alors qu'il est de 10 % au niveau national. Le département connaît un pic de population en 1886 puis une décroissance. Il perd ainsi 5,25 % pour la période de l'entre-deux-guerres courant de 1921 à 1936 parallèlement à une croissance au niveau national de 6,9 %.
À l'instar des autres départements français, la Saône-et-Loire va ensuite connaître un essor démographique après la Seconde Guerre mondiale, puis une baisse à partir des années 1980 et enfin une stabilisation. 
En 2022, le département comptait 549 136 habitants, en évolution de −1,06 % par rapport à 2016 (France hors Mayotte : +2,11 %).
| 1791 | 1801    | 1806    | 1821    | 1826    | 1831    | 1836    | 1841    | 1846    |
| ---- | ------- | ------- | ------- | ------- | ------- | ------- | ------- | ------- |
| -    | 452 673 | 471 236 | 498 057 | 515 776 | 524 180 | 538 507 | 551 543 | 565 019 |

| 1851    | 1856    | 1861    | 1866    | 1872    | 1876    | 1881    | 1886    | 1891    |
| ------- | ------- | ------- | ------- | ------- | ------- | ------- | ------- | ------- |
| 574 720 | 575 018 | 582 137 | 600 006 | 598 344 | 614 309 | 625 589 | 625 885 | 619 523 |

| 1896    | 1901    | 1906    | 1911    | 1921    | 1926    | 1931    | 1936    | 1946    |
| ------- | ------- | ------- | ------- | ------- | ------- | ------- | ------- | ------- |
| 621 237 | 620 360 | 613 377 | 604 446 | 554 816 | 549 240 | 538 741 | 525 676 | 506 749 |

| 1954    | 1962    | 1968    | 1975    | 1982    | 1990    | 1999    | 2006    | 2011    |
| ------- | ------- | ------- | ------- | ------- | ------- | ------- | ------- | ------- |
| 511 182 | 535 772 | 550 364 | 569 810 | 571 852 | 559 413 | 544 893 | 549 361 | 555 999 |

| 2016    | 2021    | 2022    | - | - | - | - | - | - |
| ------- | ------- | ------- | - | - | - | - | - | - |
| 555 023 | 549 288 | 549 136 | - | - | - | - | - | - |

## Répartition de la population
La population tend à se déséquilibrer entre l'est et l'ouest du département. En effet, si l'ouest (232 400 habitants en 2007) perd des habitants, -notamment sur le bassin du Creusot-Montceau-, l'est (321 900 habitants en 2007) parfaitement desservi par les voies de communication moderne tend à gagner des habitants: Bresse bourguignonne, Chalonnais et Mâconnais. D'après l'INSEE si les tendances se poursuivent l'ouest perdrait 24 000 habitants d'ici 2040 tandis que l'est de la Saône-et-Loire en gagnerait plus de 45 000.
C'est actuellement la Bresse bourguignonne dont la plus grande ville est Louhans qui gagne le plus d'habitants grâce à sa prospérité et à l'installation de nombreux chalonnais,  de jurassiens et de rhodaniens
Chalon-sur-Saône reste la ville la plus peuplée avec 45 166 habitants bien que sa population soit en diminution. Elle gagne des habitants grâce à sa banlieue mais plus encore de sa périphériques où s'installe de nombreuses familles avec enfants. 
Mâcon perd elle aussi des habitants mais en gagne dans son agglomération en raison de l'installation de nombreux Lyonnais venus se loger pour moins cher en Bourgogne.

## Population par divisions administratives

### Arrondissements
Le département de Saône-et-Loire comporte cinq arrondissements. La population se concentre principalement sur l'arrondissement de Chalon-sur-Saône, qui recense 28 % de la population totale du département en 2022, avec une densité de 104,6 hab./km2, contre 23 % pour l'arrondissement d'Autun, 21 % pour celui de Mâcon, 15 % pour celui de Charolles et 12 % pour celui de Louhans.
| Arrondissement   | Population(2022) | Variation(2022/2016)                       | Superficie(km2) | Densité(hab./km2) |
| ---------------- | ---------------- | ------------------------------------------ | --------------- | ----------------- |
| Chalon-sur-Saône | 155 349          | en évolution de −0,63 % par rapport à 2016 | 1 484,5         | 104,6             |
| Autun            | 125 580          | en évolution de −4,42 % par rapport à 2016 | 1 994,3         | 63                |
| Mâcon            | 115 838          | en évolution de +2,64 % par rapport à 2016 | 1 221,9         | 94,8              |
| Charolles        | 84 782           | en évolution de −3,01 % par rapport à 2016 | 2 443,8         | 34,7              |
| Louhans          | 67 587           | en évolution de +0,83 % par rapport à 2016 | 1 430,2         | 47,3              |
| Source : Insee.  |                  |                                            |                 |                   |

### Communes de plus de5 000 habitants
Sur les 564 communes que comprend le département de Saône-et-Loire, 41 ont en 2021 une population municipale supérieure à 2 000 habitants, 17 ont plus de 5 000 habitants et cinq ont plus de 10 000 habitants : Chalon-sur-Saône, Mâcon, Le Creusot, Montceau-les-Mines et Autun.
Les évolutions respectives des communes de plus de 5 000 habitants sont présentées dans le tableau ci-après.
| Commune            | Population(2022) | Variation(2022/2016)                        | Superficie(km2) | Densité(hab./km2) |
| ------------------ | ---------------- | ------------------------------------------- | --------------- | ----------------- |
| Chalon-sur-Saône   | 44 592           | en évolution de −1,88 % par rapport à 2016  | 15,22           | 2 929,8           |
| Mâcon              | 34 759           | en évolution de +3,98 % par rapport à 2016  | 27,04           | 1 285,5           |
| Le Creusot         | 20 536           | en évolution de −5,59 % par rapport à 2016  | 18,11           | 1 134             |
| Montceau-les-Mines | 16 946           | en évolution de −9,49 % par rapport à 2016  | 16,62           | 1 019,6           |
| Autun              | 13 144           | en évolution de −2,87 % par rapport à 2016  | 61,52           | 213,7             |
| Paray-le-Monial    | 9 256            | en évolution de +1,05 % par rapport à 2016  | 25,2            | 367,3             |
| Saint-Vallier      | 8 508            | en évolution de −2,12 % par rapport à 2016  | 24,21           | 351,4             |
| Charnay-lès-Mâcon  | 8 154            | en évolution de +11,65 % par rapport à 2016 | 12,56           | 649,2             |
| Digoin             | 7 380            | en évolution de −5,52 % par rapport à 2016  | 34,72           | 212,6             |
| Gueugnon           | 6 547            | en évolution de −7,68 % par rapport à 2016  | 28,51           | 229,6             |
| Saint-Rémy         | 6 476            | en évolution de −2,06 % par rapport à 2016  | 10,38           | 623,9             |
| Louhans            | 6 483            | en évolution de +2,11 % par rapport à 2016  | 22,58           | 287,1             |
| Saint-Marcel       | 6 211            | en évolution de +3,48 % par rapport à 2016  | 10,17           | 610,7             |
| Châtenoy-le-Royal  | 6 205            | en évolution de +0,06 % par rapport à 2016  | 12,55           | 494,4             |
| Blanzy             | 5 983            | en évolution de −4,23 % par rapport à 2016  | 39,95           | 149,8             |
| Tournus            | 5 702            | en évolution de +2,52 % par rapport à 2016  | 14,62           | 390               |
| Chagny             | 5 402            | en évolution de −3,62 % par rapport à 2016  | 18,9            | 285,8             |
| Source : Insee.    |                  |                                             |                 |                   |

## Population par zonages d'étude

### Aires urbaines
Les principales aires urbaines de Saône-et-Loire sont celle de Chalon-sur-Saône (24 % de la population départementale) et celle de Mâcon (18 % de la population départementale).
|   | Aire urbaine       | Population 2012 | Com. 2010 | Variation 2012-1999 | Population 1999 | Variation 1990-1999 | Population 1990 |
| - | ------------------ | --------------- | --------- | ------------------- | --------------- | ------------------- | --------------- |
| 1 | Chalon-sur-Saône   | 133 557         | 91        | 4,1 %               | 128 237         | 1,3 %               | 126 593         |
| 2 | Mâcon              | 99 873          | 75        | 8,8 %               | 91 792          | 1,0 %               | 90 895          |
| 3 | Montceau-les-Mines | 45 109          | 15        | -5,4 %              | 47 706          | -8,1 %              | 51 913          |
| 4 | Le Creusot         | 38 117          | 15        | -9,7 %              | 42 191          | -7,3 %              | 45 532          |
| 5 | Autun              | 24 321          | 22        | -9,1 %              | 26 757          | -5,7 %              | 28 384          |
| 6 | Louhans            | 16 579          | 14        | 10,2 %              | 14 882          | -0,8 %              | 14 994          |

### Unités urbaines
|    | CodeInsee | Unité urbaine            | Nombre decommunes(2018) | Population(2022) |
| -- | --------- | ------------------------ | ----------------------- | ---------------- |
| 1  | 71501     | Chalon-sur-Saône         | 13                      | 78 972           |
| 2  | 71402     | Montceau-les-Mines       | 5                       | 36 593           |
| 3  | 71401     | Le Creusot               | 6                       | 31 227           |
| 4  | 71302     | Autun                    | 1                       | 13 144           |
| 5  | 71301     | Louhans                  | 6                       | 12 487           |
| 6  | 71207     | Paray-le-Monial          | 2                       | 9 917            |
| 7  | 71206     | Gueugnon                 | 1                       | 6 547            |
| 8  | 71205     | Montchanin               | 2                       | 6 157            |
| 9  | 71204     | Tournus                  | 1                       | 5 702            |
| 10 | 71203     | Ouroux-sur-Saône         | 2                       | 5 529            |
| 11 | 71202     | Cluny                    | 2                       | 5 299            |
| 12 | 71201     | Givry                    | 2                       | 5 094            |
| 13 | 71111     | Bourbon-Lancy            | 1                       | 4 656            |
| 14 | 71110     | Sennecey-le-Grand        | 1                       | 2 911            |
| 15 | 71109     | Gergy                    | 2                       | 3 077            |
| 16 | 71108     | Marcigny                 | 3                       | 2 814            |
| 17 | 71107     | La Clayette              | 3                       | 2 748            |
| 18 | 71106     | Charolles                | 1                       | 2 789            |
| 19 | 71105     | Verdun-sur-le-Doubs      | 4                       | 2 599            |
| 20 | 71104     | Saint-Martin-Belle-Roche | 2                       | 2 520            |
| 21 | 71103     | La Roche-Vineuse         | 3                       | 2 498            |
| 22 | 71102     | Épinac                   | 1                       | 2 150            |
| 23 | 71101     | Buxy                     | 1                       | 2 155            |

| Chalon-sur-Saône Mâcon Montceau-les-Mines Le Creusot Autun Louhans La Chapelle-de-Guinchay Digoin Paray-le-Monial Montchanin Gueugnon Chagny Chauffailles Tournus Bourbon-Lancy Cluny Varennes-le-Grand Givry Sennecey-le-Grand Ouroux-sur-Saône Gergy Marcigny La Clayette Charolles Verdun-sur-le-Doubs Saint-Martin-Belle-Roche Épinac Buxy |

## Structures des variations de population

### Soldes naturels et migratoires depuis 1968
La variation moyenne annuelle est en baisse depuis les années 1970, passant de 0,5 à −0,2 %.
Le solde naturel annuel qui est la différence entre le nombre de naissances et le nombre de décès enregistrés au cours d'une même année, a baissé, passant de 0,4 à −0,1 %. La baisse du taux de natalité, qui passe de 15,8 à 8,9 ‰, n'est en fait pas compensée par une baisse du taux de mortalité, qui parallèlement passe de 12,3 à 12,1 ‰.
Le flux migratoire devient négatif et régresse sur la période courant de 1968 à 1990, le taux annuel passant de 0,1 à −0,4 %, avant de progresser de −0,3 à 0,1 % sur la période 1999 à 2021. 
| Indicateurs démographiques                       | 1968 à1975 | 1975 à1982 | 1982 à1990 | 1990 à1999 | 1999 à2010 | 2010 à2015 | 2015 à2021 |
| ------------------------------------------------ | ---------- | ---------- | ---------- | ---------- | ---------- | ---------- | ---------- |
| Variation annuelle moyenne de la population en % | 0,5        | 0,1        | -0,3       | -0,3       | 0,2        | -0,0       | -0,2       |
| - due au solde naturel en %                      | 0,4        | 0,1        | 0,1        | -0,0       | -0,0       | -0,1       | -0,3       |
| - due au solde apparent des entrées sorties en % | 0,1        | -0,1       | -0,4       | -0,3       | 0,2        | 0,1        | 0,1        |
| Taux de natalité en ‰                            | 15,8       | 13,2       | 12,1       | 10,8       | 10,6       | 10,3       | 8,9        |
| Taux de mortalité en ‰                           | 12,3       | 11,7       | 11,3       | 10,9       | 10,9       | 11,0       | 12,1       |
| Source : Insee.                                  |            |            |            |            |            |            |            |

### Mouvements naturels sur la période 2014-2022
En 2014, 5 552 naissances ont été dénombrées contre 6 037 décès. Le nombre annuel des naissances a diminué depuis cette date, passant à 4 586 en 2022, indépendamment à une augmentation, mais relativement faible, du nombre de décès, avec 7 086 en 2022. Le solde naturel est ainsi négatif et diminue, passant de -485 à −2 500.
Pour des raisons techniques, il est temporairement impossible d'afficher le graphique qui aurait dû être présenté ici.

## Densité de population
La densité de population est stable depuis 1968, en cohérence avec la stabilité de la population.
En 2021, la densité était de 64,1 hab./km2.
| 1968 |  | 64.2 |  |

| 1975 |  | 66.5 |  |

| 1982 |  | 66.7 |  |

| 1990 |  | 65.2 |  |

| 1999 |  | 63.5 |  |

| 2010 |  | 64.8 |  |

| 2015 |  | 64.8 |  |

| 2021 |  | 64.1 |  |

## Répartition par sexes et tranches d'âges
La population du département est plus âgée qu'au niveau national.
En 2021, le taux de personnes d'un âge inférieur à 30 ans s'élève à 29,7 %, soit en dessous de la moyenne nationale (35,1 %). À l'inverse, le taux de personnes d'âge supérieur à 60 ans est de 33,8 % la même année, alors qu'il est de 26,6 % au niveau national.
En 2021, le département comptait 266 836 hommes pour 282 452 femmes, soit un taux de 51,42 % de femmes, légèrement inférieur au taux national (51,61 %).
Les pyramides des âges du département et de la France s'établissent comme suit.
| Hommes | Classe d’âge | Femmes |
| ------ | ------------ | ------ |
| 1      | 90 ou +      | 2,7    |
| 9,3    | 75-89 ans    | 12,5   |
| 20,7   | 60-74 ans    | 21,2   |
| 20,6   | 45-59 ans    | 20     |
| 16,5   | 30-44 ans    | 15,8   |
| 15,1   | 15-29 ans    | 12,8   |
| 16,7   | 0-14 ans     | 15     |

| Hommes | Classe d’âge | Femmes |
| ------ | ------------ | ------ |
| 0,7    | 90 ou +      | 1,9    |
| 7,0    | 75-89 ans    | 9,5    |
| 16,6   | 60-74 ans    | 17,5   |
| 20,0   | 45-59 ans    | 19,5   |
| 18,8   | 30-44 ans    | 18,3   |
| 18,3   | 15-29 ans    | 16,7   |
| 18,6   | 0-14 ans     | 16,7   |

## Répartition par catégories socioprofessionnelles
La catégorie socioprofessionnelle des retraités est surreprésentée par rapport au niveau national. Avec 34,7 % en 2021, elle est 7,9 points au-dessus du taux national (26,8 %). La catégorie socioprofessionnelle des cadres et professions intellectuelles supérieures est quant à elle sous-représentée par rapport au niveau national. Avec 5,4 % en 2021, elle est 4,7 points en dessous du taux national (10,1 %).
| Catégorie socioprofessionnelle                    | 2015    | 2015 | 2021    | 2021 | Détails de l'année 2021 | Détails de l'année 2021 | Détails de l'année 2021            | Détails de l'année 2021            | Détails de l'année 2021            |
| Catégorie socioprofessionnelle                    | Nb      | %    | Nb      | %    | Hommes                  | Femmes                  | Part en % de la population âgée de | Part en % de la population âgée de | Part en % de la population âgée de |
| Catégorie socioprofessionnelle                    | Nb      | %    | Nb      | %    | Hommes                  | Femmes                  | 15 à 24 ans                        | 25 à 54 ans                        | 55 ans ou +                        |
| ------------------------------------------------- | ------- | ---- | ------- | ---- | ----------------------- | ----------------------- | ---------------------------------- | ---------------------------------- | ---------------------------------- |
| Agriculteurs exploitants                          | 7 376   | 1,6  | 6 698   | 1,4  | 5 121                   | 1 577                   | 0,3                                | 2,4                                | 0,9                                |
| Artisans, commerçants, chefs d'entreprise         | 16 155  | 3,5  | 17 337  | 3,7  | 12 036                  | 5 300                   | 0,8                                | 6,5                                | 2,2                                |
| Cadres et professions intellectuelles supérieures | 23 394  | 5,1  | 25 186  | 5,4  | 14 595                  | 10 590                  | 1,0                                | 10,2                               | 2,6                                |
| Professions intermédiaires                        | 56 095  | 12,1 | 56 557  | 12,2 | 26 808                  | 29 749                  | 8,3                                | 22,9                               | 4,4                                |
| Employés                                          | 70 669  | 15,3 | 67 550  | 14,6 | 13 865                  | 53 685                  | 15,6                               | 24,7                               | 6,1                                |
| Ouvriers                                          | 71 054  | 15,3 | 65 947  | 14,3 | 51 548                  | 14 400                  | 19,2                               | 23,8                               | 5,2                                |
| Retraités                                         | 159 455 | 34,4 | 160 315 | 34,7 | 74 540                  | 85 776                  | 0,0                                | 0,2                                | 71,3                               |
| Autres personnes sans activité professionnelle    | 59 033  | 12,7 | 62 768  | 13,6 | 24 053                  | 38 715                  | 54,9                               | 9,3                                | 7,4                                |
| Ensemble                                          | 463 233 | 100  | 462 359 | 100  | 222 567                 | 239 792                 | 100                                | 100                                | 100                                |
| Sources : Insee,.                                 |         |      |         |      |                         |                         |                                    |                                    |                                    |